# مليحة الأسعدي
مليحة على الاسعدي شاعرة وناشطة يمنية  من خولان الطيال ولدت في مدينة إب  حيث كان يعمل والدها ، وهي عضو رابطة الأدب الإسلامي العالمية ورئيسة مركز وجوه للثقافة و التراث ولها عدة مشاركات شعرية محلية و دولية و مثلت اليمن في عدة مهرجانات دولية كما عملت ناشطة في المجال الاجتماعي و السياسي في إطار دعم مؤتمر الحوار الوطني اليمني من خلال ملتقى النساء و الشباب 

## المؤهلات التعليمية
- بكالوريوس في الأدب العربي ـ جامعة صنعاء 2007م .
- تحضر رسالة الماجستير في علم اللغة الحاسوبي ـ جامعة صنعاء[4]

## العضويات
1. عضو رابطة الأدب الإسلامي العالمية .
2. عضو تجمع شعراء بلا حدود .
3. عضو بيت الشعر اليمني.
4. عضو مؤسس في منتدى فكر وثقافة وإبداع .
5. عضو مؤسس في تحالف صحفيين و ناشطين من أجل التغيير و الحرية.
6. عضو مؤسس في مؤسسة وجوه للإعلام و التنمية.

## الجوائز والدروع
- حاصلة على درع سفارة دولة الكويت في اليمن للإبداع الشعري 2006م.
- حاصلة على درع المركز الثقافي السوري بالعاصمة صنعاء 2009م.
- حاصلة على درع وزارة السياحة لمشاركتها في مهرجان صيف 2010م
- حاصلة على جائزة رئيس الجمهورية للشباب في مجال الشعر 2008م[5]
- حاصلة على المركز الأول في الشعر العربي الفصيح عن جامعة صنعاء2006م.
- حاصلة على المركز الثالث على مستوى الوطن العربي في استفتاء حول خنساء الشعر العربي المعاصر 2009م.

## أهم أعمالها الأدبية
| أسم الديوان                         | جهة الأصدار                                                                       | صورة الغلاف |
| ----------------------------------- | --------------------------------------------------------------------------------- | ----------- |
| ديوان هُويَّة امرأة                    | طبعتين الأولى عام 2006م عن وزارة الثقافة ـ صنعاء ، والطبعة الثانية 2007م في بيروت |             |
| نوافذ الصمت                         | عن دار عبادي للدراسات والنشر عام 2009 ـ صنعاء .                                   |             |
| مجموعة شعرية بعنوان حين ينحني العطر | عن الأمانة العامة لجوائز رئيس الجمهورية ـ وزارة الشباب والرياضة ـ صنعاء           |             |

## مقتطف من دواوينها الشعرية
| مليحة الأسعدي | لعينيك تشرق كل مساء قصيدة قلبي لتقرئك الحب تسكب عطر بداياتنا في عيون ( الـمشاقر ) .......................حلما يعري اشتياقي إليك.. إلى دفء حضن من الورد أسبق روح المعاني لروحك.. أحبك هل يعرف العيد أن الأماني تعبد كل المسافات لك و هل يعرف الورد أني أحبك حد التبعثر حد الجنون و هل يعرف الشوق أني لعينيك أشرق زهوا و أني سأغدو لأحزان عينيك منديل عطر و للعطر رائحة من فرح.. أحبك.. لعلي سأملأ كل الدواوين بالكلمات التي عطرتها شفاهك.. لعلي ملكت زمام التفاصيل حين صرخت بوجه المسافات إني أحبك أحبك .. | مليحة الأسعدي |